# Chi Virginis
Désignations
Chi Virginis (χ Vir / χ Virginis) est une étoile géante de la constellation zodiacale de la Vierge. Elle est visible à l’œil nu avec une magnitude apparente de 4,65. En se basant sur les mesures de parallaxe effectuées durant la mission Gaia, elle est localisée à 329 ± 7 a.l. (∼ 101 pc) de la Terre. Deux exoplanètes plus massives que Jupiter orbitant autour de l'étoile ont été découvertes.

## Propriétés physiques
Chi Virginis est une étoile géante rouge de type spectral K2III ; c'est donc une étoile qui a consommé les réserves d'hydrogène de son noyau, qui a évolué hors de la séquence principale et dont le rayon s'est étendu pour atteindre 23 fois celui du Soleil. Elle est par ailleurs 2,17 fois plus massive que le Soleil, et sa luminosité vaut 182 fois celle du Soleil. La température effective de son atmosphère stellaire est de 4 395 K, ce qui donne à l'étoile la teinte orangée typique des étoiles de type K. Sa métallicité, autrement dit l'abondance des éléments autres que l'hydrogène et l'hélium, est de +0,06, ce qui est quelque peu supérieur à celle du Soleil.

## Compagnons optiques
Chi Virginis possède trois compagnons optiques. À une séparation angulaire de 175,4 secondes d'arc se trouve une étoile de magnitude +8,80 et de type spectral K0. Une étoile de magnitude 10,56 est localisée à 227,3 secondes d'arc de Chi Virginis, et le troisième compagnon est une étoile de magnitude +9,03 et de type spectral K2, distante de 320,8 secondes d'arc. Aucune de ces trois étoiles n'est liée physiquement à Chi Virginis.

## Système planétaire
En juillet 2009, une planète massive fut découverte en orbite autour de Chi Virginis. Cette planète, nommée Chi Virginis b, orbite autour de son étoile selon une période d'environ 883 jours et avec une excentricité orbitale de 0,26 ; elle fait au moins 10,7 fois la masse de Jupiter. Une deuxième planète, dont l'existence est suspectée dès 2009, a été ensuite confirmée en août 2015. Chi Virginis c est environ trois fois plus massive que Jupiter et complète une orbite en 130 jours autour de son étoile. Ces planètes ont été découvertes par la méthode des vitesses radiales :
| Planète | Masse          | Demi-grand axe (ua) | Période orbitale (jours) | Excentricité | Inclinaison | Rayon |
| ------- | -------------- | ------------------- | ------------------------ | ------------ | ----------- | ----- |
| c       | ≥ 3,1 ± 0,4 MJ | 0,64 ± 0,003        | 130,0 ± 0,9              | 0,44 ± 0,2   |             |       |
| b       | ≥ 10,7 ± 1 MJ  | 2,31 ± 0,04         | 882,6 ± 21,5             | 0,26 ± 0,1   |             |       |